# Стенде
О поместье Стенде см. Стенде (усадьба)
Сте́нде (латыш. Stendeо файле) — город в западной Латвии.

## География
Расположен на одноимённой реке, на высоте 90 м над уровнем моря. Название города происходит от названия реки, известного, по крайней мере, с 1288 года.

## История
Посёлок Стенде возник в 1901—1904 годах при прокладке Московско-Виндаво-Рыбинской железной дороги. Посёлок городского типа с 1949 года, город с 1991 года.

## Транспорт

### Автодороги
Через Стенде проходит региональная автодорога P120 Талсы — Стенде — Кулдига. Среди местных автодорог значимы: V1401 Стенде — Лауциене — Мерсрагс и V1402 Стенде — Сабиле — Пуцес.

### Междугородное автобусное сообщение
Основные маршруты: Стенде — Талси; Стенде — Рига; Стенде — Сабиле — Кулдига — Лиепая; Стенде — Сабиле — Салдус.